# Danila Kozlov (cầu thủ bóng đá, sinh tháng 6 năm 1997)
Danila Igorevich Kozlov (tiếng Nga: Данила Игоревич Козлов; sinh ngày 18 tháng 6 năm 1997) là một cầu thủ bóng đá người Nga. Anh thi đấu cho F.K. Volgar Astrakhan.

## Sự nghiệp câu lạc bộ
Anh có màn ra mắt tại Giải bóng đá Quốc gia Nga cho F.K. Volgar Astrakhan vào ngày 17 tháng 3 năm 2018 trong trận đấu với F.K. Shinnik Yaroslavl.